# Время убивать (фильм, 1987)
«Время убивать» (англ. The Killing Time; другое название — «Убийственное время») — американский кинофильм 1987 года в жанре триллер.

## Сюжет
Незнакомец (Кифер Сазерленд) убивает Брайана Марса и занимает его место, когда тот направляется в провинциальный город, чтобы вступить в должность помощника шерифа. А шериф городка Сэм Уэйбёрн (Бо Бриджес) планирует убийство Джейка Уинслоу — мужа своей любовницы Лоры (Камелия Кэт), в котором он собирается обвинить Брайана. Любовники планируют заманить Джейка в ловушку, и застрелить его из пистолета «Брайана Марса». Лора хочет сделать это сама в отместку за деспотию мужа. Но Лора и Сэм не знают, что у незнакомца есть мотив: он сам мечтает отомстить Джейку за смерть своего отца.

## В ролях
| Актёр           | Роль           |
| --------------- | -------------- |
| Бо Бриджес      | Сэм Уэйбёрн    |
| Кифер Сазерленд | незнакомец     |
| Уэйн Роджерс    | Джейк Уинслоу  |
| Джо Дон Бейкер  | Карл Каннингем |
| Камелия Кат     | Лора Уинслоу   |
| Майкл Мэдсен    | Стью           |
| Шири Эпплби     | Энни Уинслоу   |

## Критика
Майкл Уилмингтон в рецензии для «The Los Angeles Times» писал, что, несмотря на прекрасный актёрский состав, характеры в фильме плоские, а повороты сюжета вялые. Начало выглядит куда более многообещающим, а литературная основа — палпфикшн Джима Томпсона — был круче, а его тон резче и чище, без ненужного сдвига фокуса на подельников протогониста и их необдуманный план убийства Джейка Уинслоу.